# Ija Ariepina
Ija Aleksiejewna Ariepina (ros. И́я Алексе́евна Аре́пина; ur. 2 lipca 1930 w Ardatowie, zm. 24 lipca 2003 w Moskwie) – radziecka i rosyjska aktorka.
Została wybrana jako najlepsza aktorka na Międzynarodowym Festiwalu Filmowym w Cannes w 1955 roku za występ w filmie Wielka rodzina Josifa Chejfica.
Została pochowana na Cmentarzu Nikoło-Archangielskim pod Moskwą.

## Filmografia
- 1954: Wielka rodzina jako Tania Żurbin
- 1956: Ilja Muromiec jako Alienuszka
- 1957: Zapaśnik i błazen jako Mimi
- 1958: Córka kapitana jako Masza Mironowa
- 1959: A jednak Cię kocham jako Nastia
- 1973: Kalina czerwona jako siostra Jegora

i inne